# عروسی خانوادگی ما
عروسی خانوادگی ما (به انگلیسی: Our Family Wedding) فیلمی محصول سال ۲۰۱۰ و به کارگردانی ریک فامویوا است. در این فیلم بازیگرانی همچون فارست ویتاکر، آمریکا فررا، کارلوس منچیا، رجینا کینگ، لنس گروس، دایانا-ماریا ریوا، آنجله جانسون، شانین سوسامون، شارلی مورفی، هری شام جونیور، فرد ارمیسن، تی دیگز و نوئل گوگلیمی ایفای نقش کرده‌اند.